# Neptunus trojaner

Neptunus trojaner med plutoider.

Neptunus trojaner är de mindre himlakroppar som kretsar runt Solen i samma omloppsbana som Neptunus gör.
Totalt nio neptunska trojaner har upptäckts fram till 2012. Studier tyder på att Neptunus kan ha betydligt fler trojaner än Jupiter, kanske så mycket som 20 gånger fler.